# Aeroporto de Narsarsuaq
O Aeroporto de Narsarsuaq (em groenlandês/gronelandês:  Mittarfik Narsarsuaq e em dinamarquês:  Narsarsuaq Lufthavn) é um aeroporto em Narsarsuaq, uma vila em Kujalleq, no sul da Gronelândia.                                                                                                 Juntamente com o Aeroporto de Kangerlussuaq é um dos dois aeroportos capazes de servir grandes aviões na Gronelândia.                                              Tem 1 pista com 1830 metros de comprimento.                                                   
É um aeroporto internacional no sul da Gronelândia.                                                                                                                                  Quando for aberto o aeroporto de Qaqortoq – atualmente em construção – o aeroporto de Narsarsuaq vai passar a ser um heliporto, com tráfego de helicópteros.

## Linhas Áereas e Destinos
A Air Greenland faz voos nacionais para Alluitsup Paa, Nanortalik, Narsaq e Qaqortoq através de helicópteros e para Nuuk, Paamiut e Kangerlussuaq através de aviões. Faz também voos internacionais sazonais para Copenhaga, operados pela Jet Time, e para Reiquejavique, operados pela Air Iceland.

## Acidentes e Incidentes
A 21 de setembro de 1977, um Douglas C-47 N723A da NJ Airlines despistou-se no Aeroporto de Narsarsuaq.

## Galeria

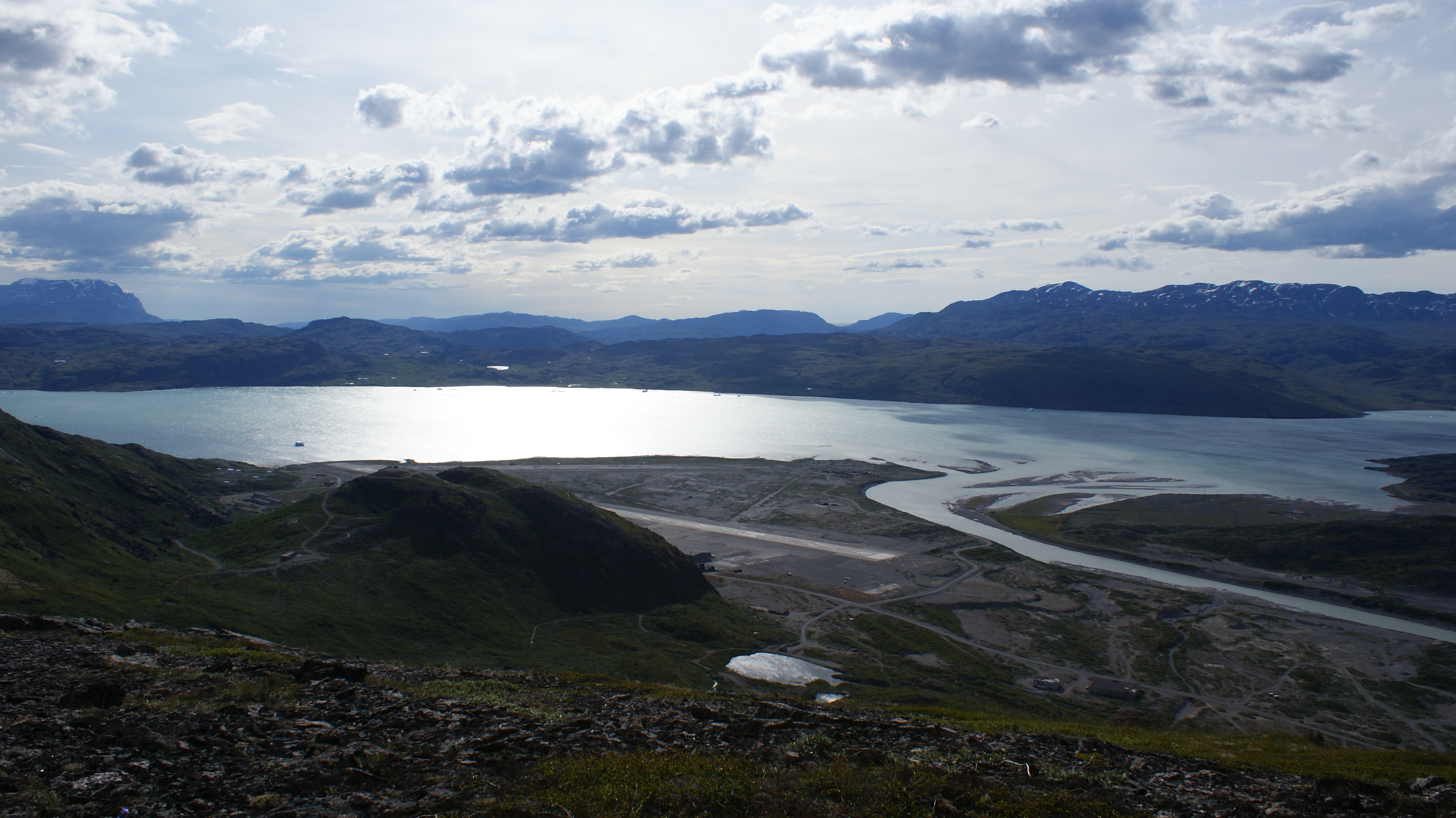
Vista panorâmica de do aeroporto
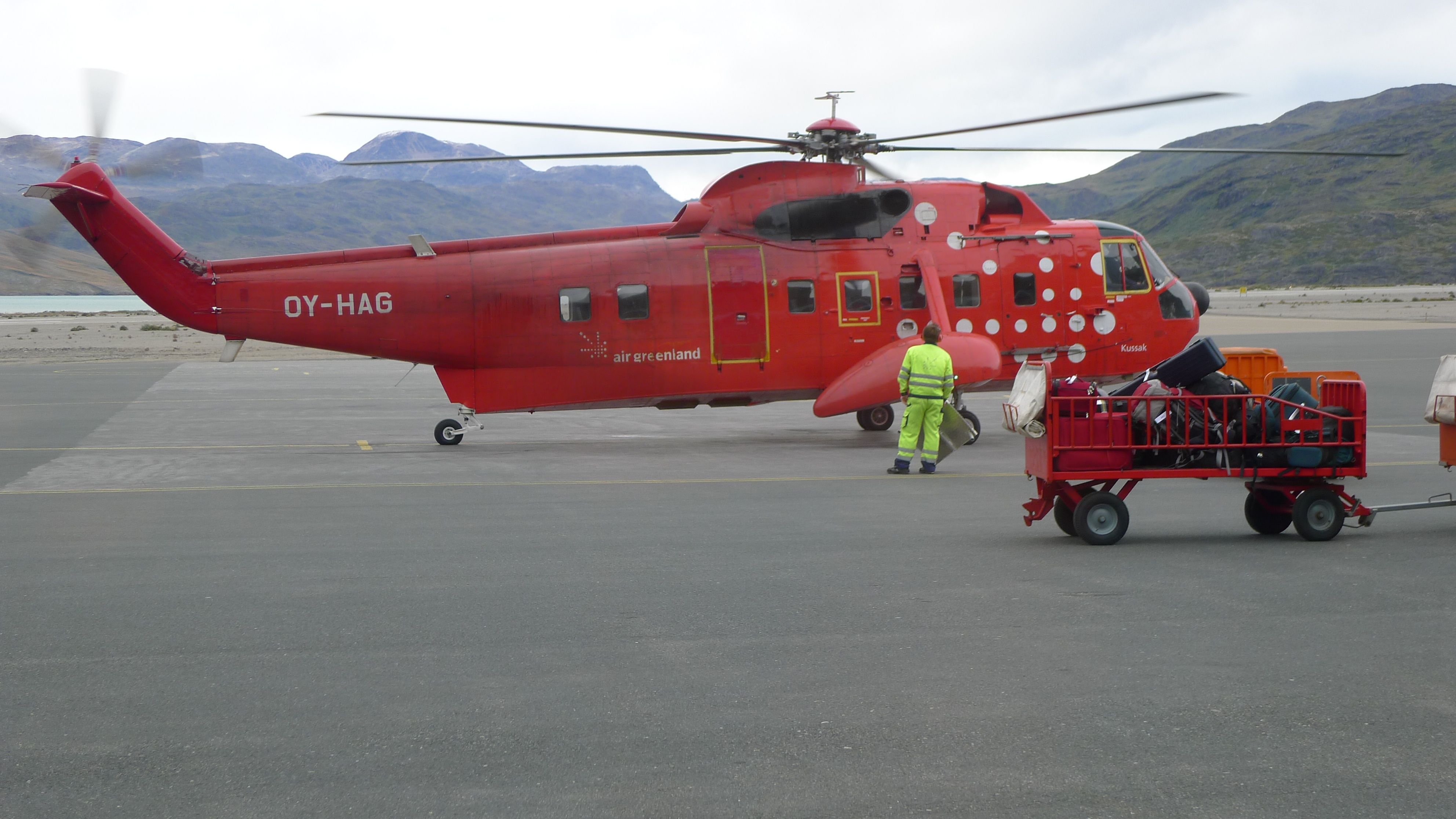
Helicóptero da companhia Air Greenland
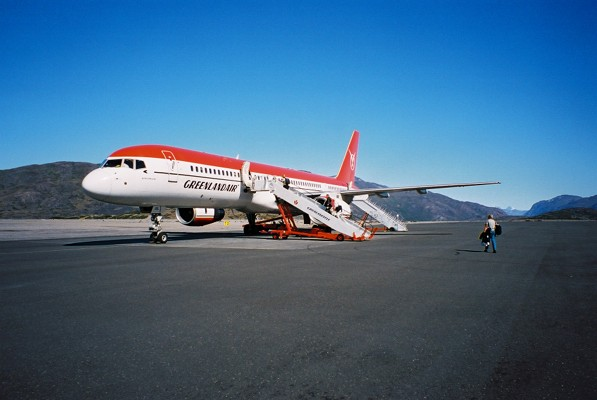
Avião da Air Greenland
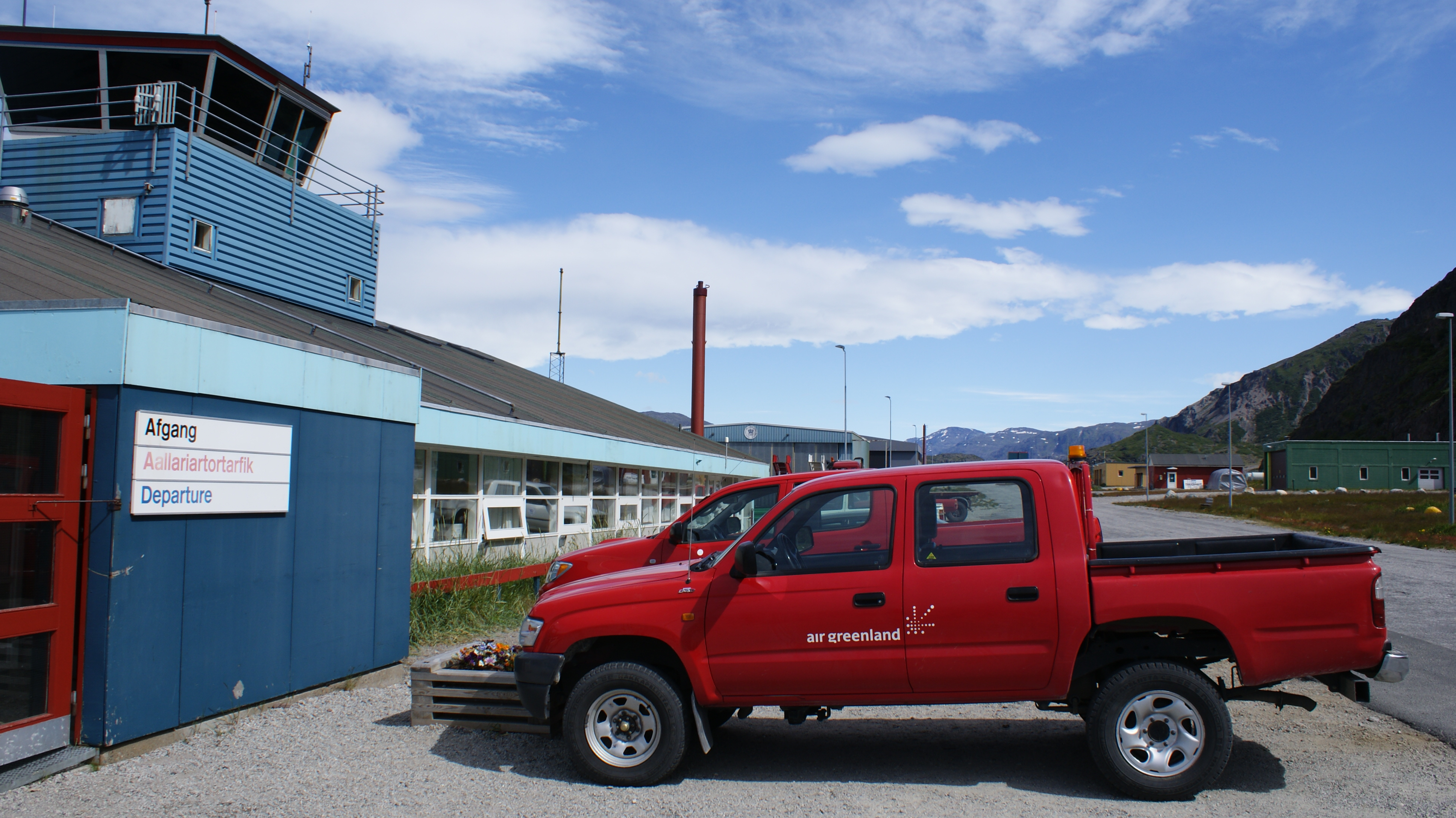
Terminal do aeroporto